# 王晋康
王晉康（1948年11月—），河南南阳人，1982年毕业于西安交通大学，中国科幻作家，曾多次获得银河奖。他是高级工程师，中国作家协会会员，中国科普作协会员兼科学文艺委员会委员，河南省作协会员。其作品常表现人类被更高级形式生命取代的主题，作品风格苍凉沉郁，冷峻峭拔，富有浓厚的哲理意蕴，善于追踪20世纪最新的科学发现尤其是生物学发现。语言典雅流畅，结构精致，构思奇巧，善于设置悬念，作品具有较强的可读性，是严肃文学和通俗文学很好的结合。他的作品常表现人类被更高级形式生命取代的主题。代表作有：《生命之歌》，《天火》、《西奈噩梦》，《七重外壳》，《拉格朗日坟墓》、《三色世界》、《义犬》、《豹》、《最后的爱情》、《解读生命》、《生死平衡》、《养蜂人》、《水星播种》、《最后的爱情》、长篇小说《类人》、《蚁生》、《时间之河》等。
进入21世纪之后，王晋康曾多次宣布封笔，继而复出，但创作水平已明显不如昔日。
在《生死平衡》中，王提出了一种以减少医疗干预，重在强化人体自然免疫能力为主体的“平衡医学”理论，并在后来的SARS肆虐期间重提此说，遭到方舟子等人的批判，称其言论为伪科学，王晋康医学等等。